# Postawy (stacja kolejowa)
Postawy (biał. Паставы, Pastawy; ros. Поставы) – stacja kolejowa w miejscowości Postawy, w rejonie postawskim, w obwodzie witebskim, na Białorusi, obsługiwana przez witebską administrację Kolei Białoruskich. Znajduje się na linii Królewszczyzna – Łyntupy, w północnej części miasta.
Stacja istniała przed II wojną światową